# Thảm sát Mapiripán
Thảm sát Mapiripán là một vụ tàn sát các thường dân diễn ra ở Mapiripán, tỉnh Meta, Colombia.  Vụ thảm sát này được thực hiện từ ngày 15 tới 20 tháng 7 năm 1997 bởi Lực lượng Tự vệ thống nhất Colombia (United Self-Defense Forces of Colombia), một nhóm bán quân sự Colombia thuộc cánh hữu ở ngoài vòng pháp luật, được một số phần tử trong chính phủ Colombia hỗ trợ.

## Diễn tiến vụ việc
Ngày 12.7.1997 hai chuyến máy bay chở các nhân viên bán quân sự đến sân bay San José del Guaviare, được dùng làm căn cứ cho cảnh sát chống ma túy. Các nhân viên bán quân sự này sau đó đi qua các vùng lãnh thổ nơi có Quân đội Quốc gia Colombia điều khiển các trạm kiểm soát.
Ngày 15.7.1997, toán nhân viên bán quân sự này tới Mapiripán. Chúng dùng các cưa xích và dao rựa để giết, chặt đầu, chặt chân tay và mổ bụng một số thường dân.  Do các thi thể đã bị ném xuống sông, nên không biết chính xác là bao nhiêu người đã bị giết.
Trong vụ xét xử trước Tòa án Nhân quyền liên Mỹ, chính phủ Colombia đã thừa nhận rằng các thành viên lực lượng quân sự của mình cũng đóng một vai trò trong vụ thảm sát này, vì "làm ngơ". Tướng Jaime Uscátegui được cho là đã ra lệnh cho các toán quân địa phương dưới quyền chỉ huy của mình tránh khỏi khu vực giết người nói trên cho tới khi toán nhân viên bán quân sự hoàn tất việc tàn sát và bỏ đi. Viên tướng về hưu Uscátegui sau đó bị truy tố, đưa ra xét xử, nhưng rồi được tha bổng.
Ngày 25.11.2009, Tòa án cấp cao Bogotá đã hủy bản án trên, và xử tướng Uscátegui bị 40 năm tù.

## Việc kết tội Orozco
Năm 2007, cựu đại tá Hernán Orozco, bị buộc tội không ngăn chặn vụ thảm sát trên, đã bị kết án 40 năm tù.

## Carecuchillo đầu hàng
Một trong các tên chỉ huy toán nhân viên bán quân sự được cho là có trách nhiệm về vụ thảm sát trên - Dumas de Jesús Castillo Guerrero tức ‘Carecuchillo’ – đã đầu hàng chính quyền vào ngày 20.5.2008 sau khi bị coi là đã chết từ nửa năm trước.

## Việc bắt và kết tội Uscategui
Viên tướng cựu Jaime Humberto Uscategui, người được coi là đã bỏ qua lời kêu gọi giúp đỡ trong vụ thảm sát trên, đã bị bắt năm 1999. Vụ xét xử ông ta đã diễn ra ở một tòa án quân sự vào năm 2001 và ông bị xử 40 tháng tù vì tội "bỏ sót" nhiệm vụ.
Ngày 25.11.2009, tòa án cấp cao Bogotá  công bố trong một phán quyết 90 trang giấy là tòa đã xử một bản án tù 40 năm cho Jaime Humberto Uscategui. 
Đây là bản án tù lâu nhất trong lịch sử đất nước cho một sĩ quan quân đội. Jaime Humberto Uscategui bị tuyên bố là có tội trong việc bắt cóc, giết người và làm giả mạo các tài liệu thuộc về công chúng. Ông bị kết án khi 61 tuổi. Tuy nhiên ông vẫn cho rằng mình vô tội. Ông nói: "Tôi có sự thanh thản của sự vô tội và tôi cũng có sự thanh thản của bằng chứng".